# Asphodelus macrocarpus
Asphodelus macrocarpus là một loài thực vật có hoa trong họ Thích diệp thụ. Loài này được Parl. miêu tả khoa học đầu tiên năm 1857.